# Forcipomyia penultimata
Forcipomyia penultimata är en tvåvingeart som beskrevs av Wirth 1972. Forcipomyia penultimata ingår i släktet Forcipomyia och familjen svidknott. Inga underarter finns listade i Catalogue of Life.